# Coppa Europa di atletica leggera 2008
La Coppa Europa di atletica leggera 2008, ultima edizione, si è tenuta ad Annecy, in Francia dal 21 al 22 giugno.

## Classifiche finali
Uomini
| Pos | Nazione     | Pts |
| --- | ----------- | --- |
| 1   | Regno Unito | 112 |
| 2   | Polonia     | 98  |
| 3   | Francia     | 96  |
| 4   | Germania    | 95  |
| 5   | Russia      | 84  |
| 6   | Italia      | 82  |
| 7   | Spagna      | 81  |
| 8   | Grecia      | 68  |

Donne
| Pos | Nazione     | Pts   |
| --- | ----------- | ----- |
| 1   | Russia      | 122   |
| 2   | Ucraina     | 108,5 |
| 3   | Regno Unito | 89    |
| 4   | Polonia     | 86    |
| 5   | Francia     | 81    |
| 6   | Italia      | 79,5  |
| 7   | Bielorussia | 78    |
| 8   | Germania    | 74    |